# Trimsalon

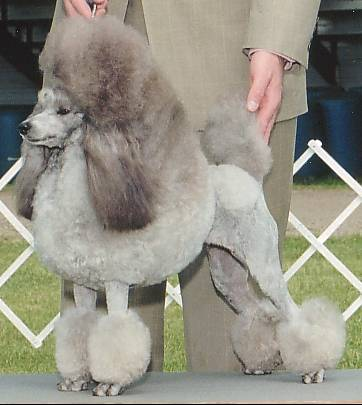
Een getrimde poedel

Een trimsalon is een praktijk waarin men honden, en soms ook katten, konijnen en cavia's, een cosmetische behandeling geeft.

## Behandeling
De behandeling betreft vooral het verzorgen van de vacht. Het trimmen had oorspronkelijk betrekking op poedels, waarvan de vacht in de meest exotische vormen werd geknipt.
Naast knippen behoort ook het kammen en borstelen van de vacht tot de activiteit, en ook het wassen en föhnen daarvan.Daarnaast zijn er ook specifiekere behandelingen zoals het plukken en ontwollen van bepaalde rassen met een hiervoor bestemde vacht. Voorts kan worden gecontroleerd op huidparasieten (vlooien, teken) en kunnen deze worden verwijderd.
Verdere behandelingen kunnen omvatten: het reinigen van oren en ogen, gebitscontrole, nagelverzorging en (bij honden) het nakijken en eventueel legen van de anaalklieren.
Soms is bij de trimsalon ook een winkel waar men accessoires voor de huisdierbezitter kan kopen.

## Organisatie
In Nederland zijn eigenaren van trimsalons verenigd in de branchevereniging: Algemene Belangenvereniging Hondentoiletteer Bedrijf (ABHB). Ook bestaan er een aantal erkende opleidingen tot hondentrimmer.